# Cobadin
Cobadin (deutsch Kobadin) ist ein Dorf im Kreis Constanța in der Dobrudscha, Rumänien.
Die Gemeinde umfasst fünf Dörfer:
- Cobadin (historisch Cobadinu, türkisch Kobadin)
- Viișoara (historisch Caciamac, türkisch Kaçamak)
- Negrești (historisch Carabacâ, türkisch Karabağ)
- Conacu (historisch Beșaul)
- Curcani (historisch Chertic-Punar, türkisch Kertikpınar) - das Dorf wurde per Präsidialerlass vor 1990 aufgelöst, ist aber dennoch im offiziellen Siedlungsregister aufgeführt

Das Gebiet der Gemeinde umfasst auch das ehemalige Dorf Frasinu (historischer Name: Terzi-Veli ⊙) das bei der Verwaltungsreform 1968 nominell mit Curcani zusammengelegt wurde.

## Geografie
Cobadin liegt auf einer Höhe von etwa 100 m und die beiden Dörfer Negrești und Conacu am Ufer des Flusses Urluia am Ufer des Flusses Urluia (einem 98 km langen rechten Nebenfluss der Donau). Die Gemeinde liegt im südlichen Teil des Kreises Constanța, 40 km südwestlich der Kreisstadt, der Hafenstadt Constanța. Die Gemeinde wird von der Nationalstraße DN3 durchquert, die in Bukarest, 222 km westlich, beginnt und in Constanța an der Schwarzmeerküste endet.

## Geschichte
Cobadin war ursprünglich eine türkische Siedlung. 1862 kamen dazu 350 Tatarenfamilien die von der Halbinsel Krim vertrieben wurden. Nach dem Kriege 1877/78 wurde die Norddobrudscha mit dem Berliner Vertrag Rumänien zugesprochen. Viele Türken und Tataren wanderten aus. Dafür wanderten ab 1890 Deutsche aus Bessarabien ein, weil hier das Ackerland billiger war als in Bessarabien und sie im Auswanderungsland viele ihrer Privilegien verloren. Die Deutschen bildeten für sich eine deutsch-evangelische Gemeinde, die die Kirchen- und Schulangelegenheiten selbst regelte.
Im Jahre 1914 wurde die Eisenbahn Medgidia—Bazardjik in Betrieb genommen, und Cobadin bekam seinen eigenen Bahnhof.
Während des Ersten Weltkriegs fanden auf dem Gebiet der Gemeinde und in der Umgebung zwei Schlachten statt: die Erste Schlacht von Cobadin (17. bis 19. September 1916) und die Zweite Schlacht von Cobadin (19. bis 25. Oktober 1916). In dieser Zeit wurden auch viele der deutschen Bewohner eingezogen, einige interniert.

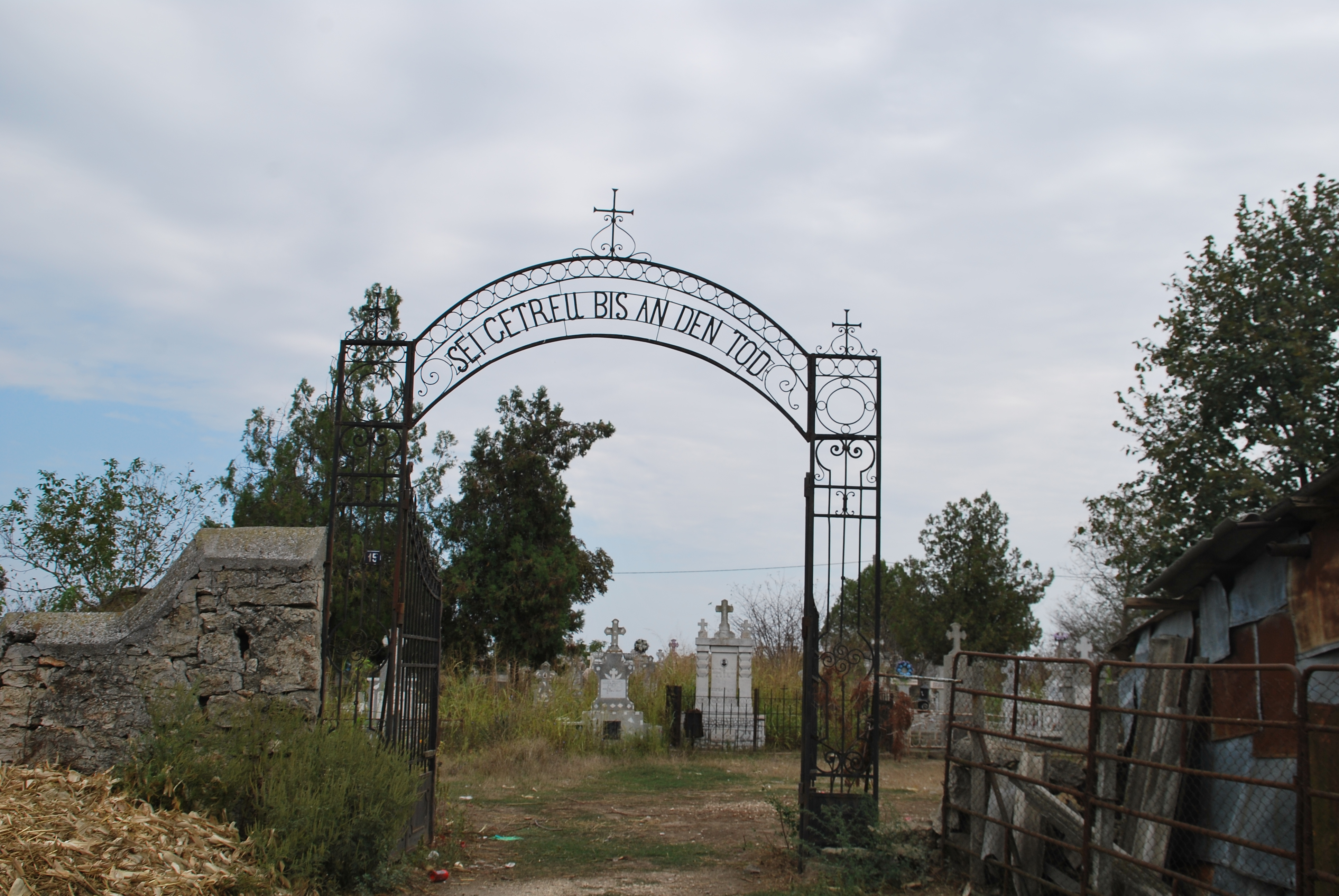
Eingangstor zum alten deutschen Friedhof

## Demografie
Ethnische Zusammensetzung der Gemeinde Cobadin
Am 15. Februar 1918 zählte Kobadin 384 Deutsche, 1929 waren es 816. Dazu kamen 780 Tataren und Türken und etwa 200 Rumänen, insgesamt 2000 Personen.
1940 wurden 329 deutsche Familien aus Cobadin  „Heim ins Reich“ umgesiedelt.
Laut der Volkszählung im Jahr 2021 betrug die Einwohnerzahl der Gemeinde Cobadin 9.122, was einen Anstieg gegenüber der vorherigen Volkszählung im Jahr 2011 bedeutet, als 8.779 Einwohner registriert wurden. Die Mehrheit der Einwohner sind Rumänen (71,77 %), mit Minderheiten von Türken (15,86 %), Tataren (4,05 %) und Roma (1,26 %), und bei 6,83 % ist die ethnische Zugehörigkeit unbekannt Aus konfessioneller Sicht ist die Mehrheit der Einwohner orthodox (71,43 %), mit einer Minderheit von Muslimen (20,46 %), und bei 7,06 % ist die konfessionelle Zugehörigkeit unbekannt.

## Politik und Verwaltung
Die Gemeinde Cobadin wird von einem Bürgermeister und einem aus 15 Ratsmitgliedern bestehenden Gemeinderat verwaltet. Der Bürgermeister, Cristian Telehoi, von der Partidul Social Democrat, ist seit 2020 im Amt. Mit Stand der Kommunalwahlen 2024 setzt sich der Gemeinderat nach Parteien wie folgt zusammen:
| Lokalrat der Kommunalwahl 2024 | Lokalrat der Kommunalwahl 2024 |
| ------------------------------ | ------------------------------ |
| PSD                            | 7                              |
| PNL                            | 5                              |
| FD                             | 2                              |
| AUR                            | 1                              |

## Persönlichkeiten
- Virgil Teodorescu (1909–1987), Schriftsteller und korrespondierendes Mitglied der Rumänischen Akademie[5]
- Otto Klett (1910–1976), Lehrer und dobrudschadeutscher Vertriebenenfunktionär.
- Pericle Martinescu (1911–2005), in Viișoara geboren, Schriftsteller und Journalist[6]